# Haman Alimardani

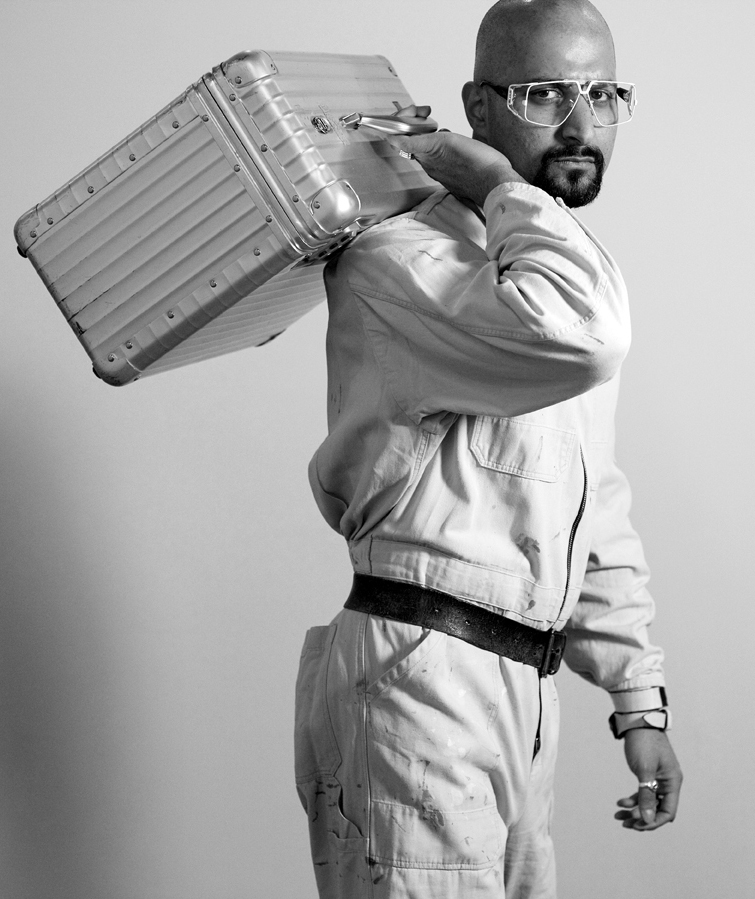
Haman Alimardani, vor 2011

Haman Alimardani (persisch هامان علیمردانی; anhörenⓘ; * 1977 in Teheran) ist ein iranisch-deutscher Modeschöpfer, Grafikdesigner und DJ, der das Modelabel hamansutra entwickelt hat. Er lebt und arbeitet in New York und München.

## Leben
Haman Alimardani und seine vier Geschwister verbrachten ihre Kindheit in Teheran, New York und München. In seiner Jugend konnte er sich in der Münchner Szene als Graffiti-Writer und als Club-DJ für Soul-, House- und Rap-Musik einen Namen machen. 1993 erhielt die Künstlergruppe rund um Alimardani eine Förderung der Stadt München.

### Ausbildung
Nach der Schule studierte Alimardani zunächst Grafikdesign an der Münchner Blocherer Schule (Abschluss 1998), um 2004 am Central Saint Martins College of Art and Design in London als Modedesigner zu reüssieren. Während seiner Ausbildungszeit assistierte Alimardani zunächst dem Modemacher Kostas Murkudis, später arbeitete er in der Münchner Militärschneiderei und anschließend bei der Bayerischen Staatsoper.

## Arbeit als Modedesigner
Im Jahr 1996 gründete Alimardani sein eigenes Modelabel hamansutra. Schon vor der staatlichen Ausbildung zum Modedesigner entwarf er die “Lingerie For The Year 2000” für das Unterwäscheunternehmen Mey. Zwei Jahre später schneiderte hamansutra die Kostüme für ein Großprojekt der London Film School. Im Auftrag von Jung von Matt kreierte hamansutra 2003/04 den Ganzkörperanzug „Blu Costume“ für die Geiz-ist-geil-Kampagne der Elektronikhandelskette Saturn.
2004 designte hamansutra die Outfits für die mit dem iF Communication Design Award 2005 ausgezeichnete Videoproduktion “Another World” der britischen Sängerin Sonique.
Für Porsche Design zeichnete er 2005 die Menswear-Prototypen.
Noch im selben Jahr steuerte hamansutra ein T-Shirt-Design für den T-1 Worldcup in Japan bei. Im Rahmen der Veranstaltung fand ein Design-Wettbewerb statt, für den Künstler weltweit Motive für ihr Land einreichten.
Eine ganze T-Shirt-Kollektion entwickelte hamansutra an Weihnachten 2005 für die Xbox 360 von Microsoft.
Im darauf folgenden Jahr entwarf hamansutra einen Goldanzug für den Münchner Musiker AMOS und sein Video „I Can’t Stop My Feet“.
Von 2005 bis 2008 lehrte Haman Alimardani an der Blocherer Schule in München und der Akademie für Mode & Design (AMD), ebenfalls in München. Vorträge zum Thema Design hielt er an der Miami Ad School in Hamburg und der FH München. Nach seinem Umzug nach New York im Jahr 2008 arbeitet hamansutra an Accessoires-Linien. 2010 ging hamansutra mit StudioSeidel eine Kollaboration unter dem Titel „2010 Amateur World Cup“ ein. Das Projekt mit Musik von Gomma Records präsentierte eine in Anlehnung an die Fußball-Weltmeisterschaft strukturierte Modekollektion mit starken Elementen der pornografischen Ästhetik als satirischen Seitenhieb zu den Hauptinteressen der Konsumwelt.

### Arbeit als Grafikdesigner
Zwischen 1998 und 1999 ergaben sich aus der Zusammenarbeit mit Jung von Matt in Hamburg Grafikprojekte für Benson & Hedges, Audi und Deutsche Bahn.
2002 arbeitete Haman Alimardani für Nike an dem Projekt Scorpion K.O. Die Umsetzung erfolgte in Kooperation mit der US-amerikanischen Media-Agentur Wieden+Kennedy und der Kreativagentur Less Rain aus Berlin. Im gleichen Jahr wurde Alimardani vom französischen Modehaus Kenzo als Character-Designer für ihre Kollektion „Kenzo Kids“ gebucht.
Von 2005 bis 2008 lehrte Haman Alimardani an der Blocherer Schule in München und der Akademie für Mode & Design, ebenfalls in München. Vorträge zum Thema Design hielt er an der Miami Ad School in Hamburg, an der Parsons The New School for Design in New York und der FH München. Auf der Miami Ad School in New York unterrichtete Alimardani von 2011 bis 2012 den Kurs „ideas presentation“. 2014 bis Anfang 2016 kehrte Haman Alimardani zur Akademie für Mode & Design zurück und unterrichtete dort visuelle Kommunikation und Modedesign. 2009 hielt Haman Alimardani erstmals einen Pecha Kucha Vortrag in New York. Pecha Kucha beauftrage ihn eine Präsentation über seine persönliche Auffassung der Zukunft zu sprechen. Das Prinzip von Pecha Kucha ist es, innerhalb von 06:40 Minuten, anhand von 20 Bildern die jeweils 20 Sekunden eingeblendet werden, einen spannenden Vortrag zu halten. Dieses Prinzip wendet Alimardani heute gerne bei Vorträgen seiner Studenten an.

## Ausstellungen
- 2010: hamansutra’s CAZAL Sunglasses Projekt “Homage to Cari Zalloni”.[2] Porträts und Illustrationen in Pablo’s Birthday Galerie.[3] Lookbook-Vorwort von CAZAL-Designer Cari Zalloni. (New York)
- 2010: Aussteller auf der 5. NY Art Book Fair, MoMA PS1 (New York)
- 2009: Einladung von Pecha Kucha NY, eine Reihe von 20 Bildern zu präsentieren (New York)
- 2009: „Artificial Skin Collection 2060“ Lookbook-Vorwort von Arno Rink (New York und München, sturmfeder projects)
- 2008: „Graduate Portfolios of 8 Young Designers“, Kuratorium (München)
- 2008: „Not-For-Sale Works“ (München, crooma)
- 2005: „Fashion Card Book-Exhibitions“ (Bookshops in London, Shanghai, Hong Kong, München und New York)
- 2004: „Exhibition Of Finalists’ Portfolios“ (London, Central Saint Martins College)
- 1999: Ausstellung von Kollektionsstücken und 3-D Illustrationen (München, Blocherer Schule)
- 1996: Ausstellung von Illustrationen (Gröbenzell, Bürgerhaus)
- 1995: Ausstellung von Illustrationen (München, Pasinger Fabrik)

## Auszeichnungen und Veröffentlichungen
- 2011 erscheint ein Artikel über hamansutra in (Not a Toy, Pictoplasma), einem Sammelband mit Aufsätzen über radikale Ansätze im Mode- und Kostümdesign von Ted Polhemus, Ginger Gregg Duggan u. a. ISBN 978-3-942245-02-9.
- 2007 wurde hamansutra von den Autoren Charlotte und Peter Fiell in ihre Listung „100 Of The World’s Important Designers“ (Contemporary Graphic Design, Taschen Verlag) aufgenommen. ISBN 978-3-8228-5269-9.
- 2005 iF Communication Design Award 2005 (mit der Designliga München)